# 레베카 부딕
리베카 버디그(Rebecca Budig, 1973년 6월 26일 ~ )은 미국의 배우이다.
신시내티에서 태어났다.

## 출연 작품
- 겟어웨이 (2013년) - 린느 마그나 역
- 배드 페어런츠 (2012년) - 앨리슨 역
- 뉴욕에서 착하게 살아가는 법 (2010년)
- 스타 헌터 (1996년) - 캐리 역
- 배트맨 3 - 포에버 (1995년)

### 텔레비전
- 올 마이 칠드런 (1970년)
- Out of Practice (2005년)
- CSI 라스베가스 시즌1 (2000년)
- 가딩 라이트 (1952년)
- 스타와 춤을 (2005년) - 본인 역
- 희망과 신념 (2003년)